# Dyskografia Michaela Rose’a
Dyskografia Michaela Rose’a, jamajskiego wykonawcy muzyki reggae.

## Albumy studyjne
| L.p. | Tytuł                              | Data wydania | Wytwórnia          | Format |
| ---- | ---------------------------------- | ------------ | ------------------ | ------ |
| 1.   | Proud                              | 1990         | RCA / BMG          | CD, LP |
| 2.   | Bonanza                            | 1992         | Dread Lion         | CD, LP |
| 3.   | King of General                    | 1994         | Hibrite            | CD     |
| 4.   | The Taxi Sessions                  | 1995         | Taxi               | LP     |
| 5.   | Rising Star                        | 1995         | Record Factory     | CD, LP |
| 6.   | Michael Rose                       | 1995         | Heartbeat          | CD, LP |
| 7.   | Be Yourself                        | 1996         | Heartbeat          | CD, LP |
| 8.   | Big Sound Frontline Dubwize        | 1996         | Heartbeat          | CD     |
| 9.   | Nuh Carbon *                       | 1996         | Greensleeves / RAS | CD, LP |
| 10.  | Dance Wicked                       | 1997         | Heartbeat          | CD, LP |
| 11.  | Dub Wicked                         | 1997         | Heartbeat          | CD     |
| 12.  | Selassie I Showcase *              | 1998         | Bakchich           | CD     |
| 13.  | Bonanza                            | 1999         | Heartbeat          | CD, LP |
| 14.  | Never Give It Up                   | 2001         | Heartbeat          | CD, LP |
| 15.  | Babylon 9/11: Tip of the Iceberg * | 2004         | Love Injection     | CD     |
| 16.  | African Roots                      | 2005         | M Records          | CD, LP |
| 17.  | African Dub                        | 2006         | M Records          | CD, LP |
| 18.  | Babylon A Fight                    | 2006         | Cousins            | CD, LP |
| 19.  | Warrior                            | 2006         | M Records          | CD, LP |
| 20.  | Warrior Dub                        | 2007         | M Records          | CD     |
| 21.  | Passion of Life *                  | 2007         | Thirteen Music     | CD     |
| 22.  | The Saga *                         | 2007         | Love Injection     | CD     |
| 23.  | Great Expectations                 | 2008         | Rhythm Club        | CD     |
| 24.  | Dub Expectations                   | 2008         | Rhythm Club        | CD     |

* krążki sygnowane Mykal Rose

## Albumy koncertowe
| L.p. | Tytuł                               | Data wydania | Wytwórnia | Format | Komentarz                                       |
| ---- | ----------------------------------- | ------------ | --------- | ------ | ----------------------------------------------- |
| 1.   | Party in Session Live               | 1998         | Heartbeat | CD, LP | nagranie z koncertu w San Francisco w roku 1996 |
| 2.   | Live at Maritime Hall San Francisco | 2002         | 2B1       | CD     | nagranie z koncertu w San Francisco w roku 2001 |

## Kompilacje
| L.p. | Tytuł     | Data wydania | Wytwórnia | Format | Komentarz               |
| ---- | --------- | ------------ | --------- | ------ | ----------------------- |
| 1.   | Happiness | 2004         | Heartbeat | CD     | składanka "the best of" |

## Wspólnie z innymi wykonawcami
| Wykonawcy                    | Tytuł             | Data wydania | Wytwórnia | Format |
| ---------------------------- | ----------------- | ------------ | --------- | ------ |
| Michael Rose & Admiral Tibet | Fire Fire Burning | 2002         | Heartbeat | CD     |

## Inne
W latach 1975–1985 Michael Rose współtworzył trio wokalne legendarnej grupy Black Uhuru, z którą nagrał osiem albumów studyjnych oraz album koncertowy Tear It Up (oprócz tego trzy kolejne krążki z nagraniami koncertów Black Uhuru z lat 1983 - 84 ukazały się w latach późniejszych).
Ponadto wydał około 120 singli na winylach 7" i 12". Wiele jego piosenek znalazło się na różnych składankach z muzyką reggae.